# Dóra Horváth
Dóra Horváth (Budapest, 4 marzo 1988) è un'ex pallavolista ungherese.
Giocava nel ruolo di schiacciatrice.

## Carriera
Dóra Horváth, soprannominata Dodo, inizia la sua carriera pallavolistica nella squadra della sua città, ossia Budapest, debuttando nel 2003 con la maglia del Vasas Sport Club, militante nel massimo campionato ungherese, club con il quale vince uno scudetto nel 2005. Nel 2004 viene convocata per la prima volta in nazionale.
Nella stagione 2006-07 viene acquistata dalla Pallavolo Villanterio di Pavia, squadra italiana di serie A2: con la stessa formazione raggiunge nel 2008 la promozione in serie A1, contribuendo notevolmente alla promozione in quanto a fine campionato risulterà la migliore realizzatrice della squadra. Nella stagione 2008-09 è tra il sestetto titolare della squadra pavese.
Nella stagione 2010-11 viene ingaggiata dall'Asystel Novara con cui resta per due annate, per poi passare nella stagione 2012-13 all'Universal Volley Femminile Modena; tuttavia nel 2013, dopo il fallimento della società, si trasferisce in Russia ingaggiata dal Volejbol'nyj klub Ufimočka. Nella stagione successiva passa al Rabitə Bakı Voleybol Klubu, club della Superliqa azera col quale vince due scudetti; con la nazionale vince la medaglia d'oro all'European League 2015.
Nella stagione 2015-16 ritorna a Modena vestendo la maglia della LJ, che però lascia già nella stagione seguente, quando viene ingaggiata in Turchia dal Bursa BB, club impegnato nella Sultanlar Ligi col quale vince la Challenge Cup; al termine dell'annata annuncia il proprio ritiro.

## Palmarès

### Club
- Campionato ungherese: 1

2004-05
- Campionato azero: 2

2013-14, 2014-15
- Challenge Cup: 1

2016-17

### Nazionale (competizioni minori)
- European League 2015